# هانا كير
هانا كير (بالإنجليزية: Hannah Kerr)‏ هي كاتبة غنائية أمريكية، ولدت في 6 يناير 1997 في بوفالو في الولايات المتحدة.